# José Salvatierra
José Andres Salvatierra López (Escazú, 10 de outubro de 1989) é um futebolista Costarriquenho que atua como zagueiro. Atualmente defende o Alajuelense.